# Ла-Гонтери-Булуне
Ла-Гонтери́-Булуне́ (фр. La Gonterie-Boulouneix) — коммуна во Франции, находится в регионе Аквитания. Департамент — Дордонь. Входит в состав кантона Брантом. Округ коммуны — Нонтрон.
Код INSEE коммуны — 24198.

## География

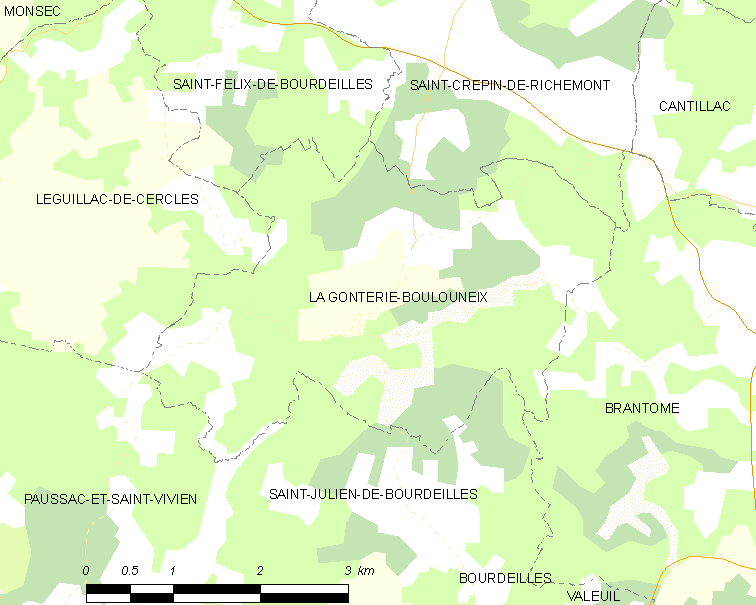
Карта коммуны

Коммуна расположена приблизительно в 410 км к югу от Парижа, в 110 км северо-восточнее Бордо, в 25 км к северо-западу от Перигё.

### Климат
Климат умеренный океанический со средним уровнем осадков, которые выпадают преимущественно зимой. Лето здесь долгое и тёплое, однако также довольно влажное, здесь не бывает регулярных периодов летней засухи. Средняя температура января — 5 °C, июля — 18 °C. Изредка вследствие стечения неблагоприятных погодных условий может наблюдаться непродолжительная засуха или случаются поздние заморозки. Климат меняется очень часто, как в течение сезона, так и год от года.

## Население
Население коммуны на 2010 год составляло 241 человек.
| 1962 | 1968 | 1975 | 1982 | 1990 | 1999 | 2010 |
| ---- | ---- | ---- | ---- | ---- | ---- | ---- |
| 220  | 222  | 214  | 237  | 195  | 228  | 241  |

## Администрация
| Период | Период | Фамилия        | Партия       | Примечания |
| ------ | ------ | -------------- | ------------ | ---------- |
| ?      | 1965   | Жюльен Кусси   |              |            |
| 1965   | 1989   | Марк Компаньо  |              |            |
| 1989   | 2002   | Бернар Триголе |              |            |
| 2002   | 2020   | Жан-Жак Лагард | беспартийный |            |

## Экономика
В 2010 году среди 157 человек трудоспособного возраста (15-64 лет) 110 были экономически активными, 47 — неактивными (показатель активности — 70,1 %, в 1999 году было 60,1 %). Из 110 активных жителей работали 94 человека (53 мужчины и 41 женщина), безработных было 16 (10 мужчин и 6 женщин). Среди 47 неактивных 7 человек были учениками или студентами, 24 — пенсионерами, 16 были неактивными по другим причинам.

## Достопримечательности
- Церковь XII века. Исторический памятник с 1946 года[5]
- Церковь XVIII века
- Руины бенедиктинского монастыря (XII век). Исторический памятник с 1948 года[6]
- Место археологических раскопок (средний палеолит; верхний палеолит). Исторический памятник с 1909 года[7]

## Фотогалерея

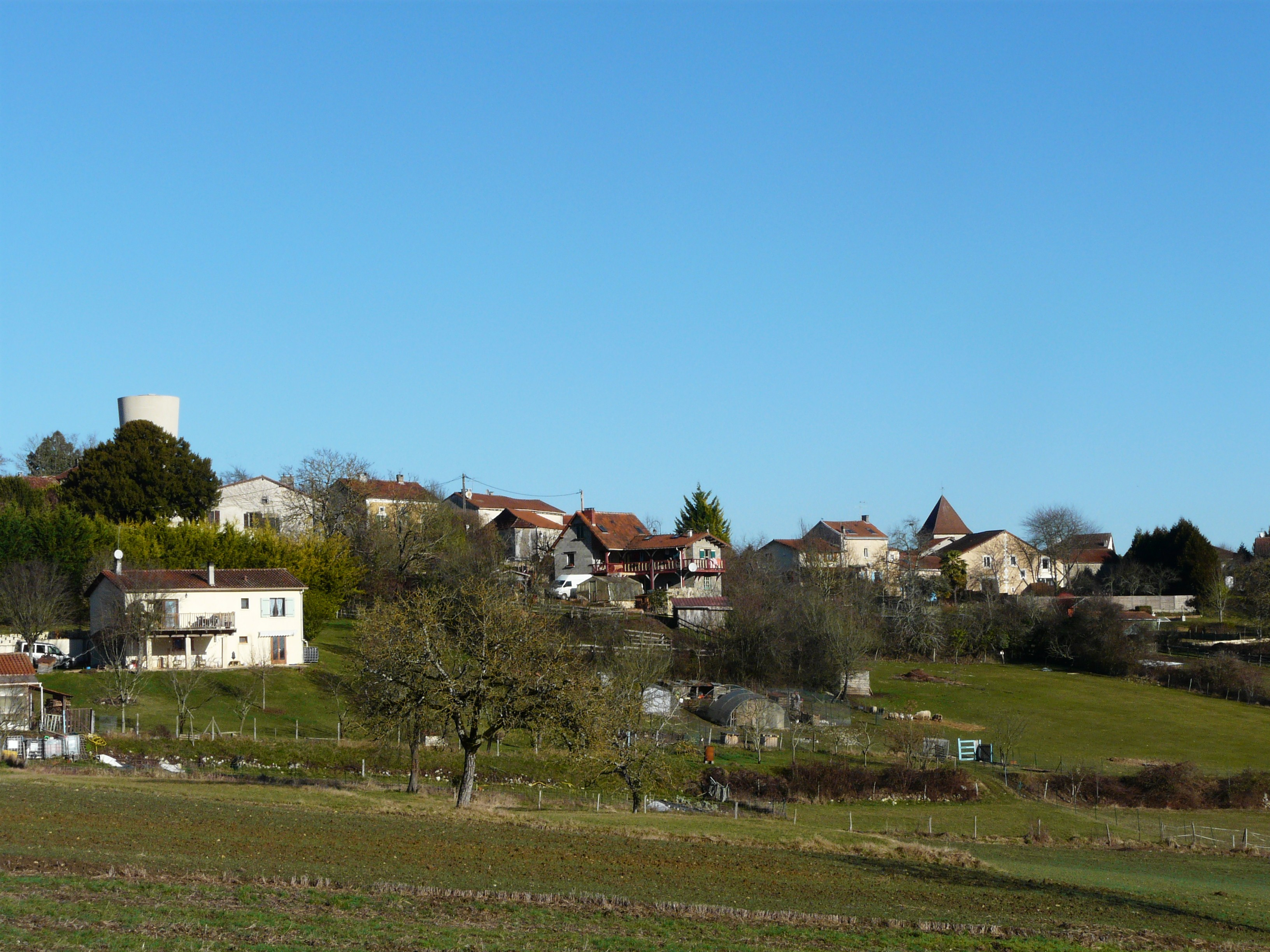
Ла-Гонтери-Булуне
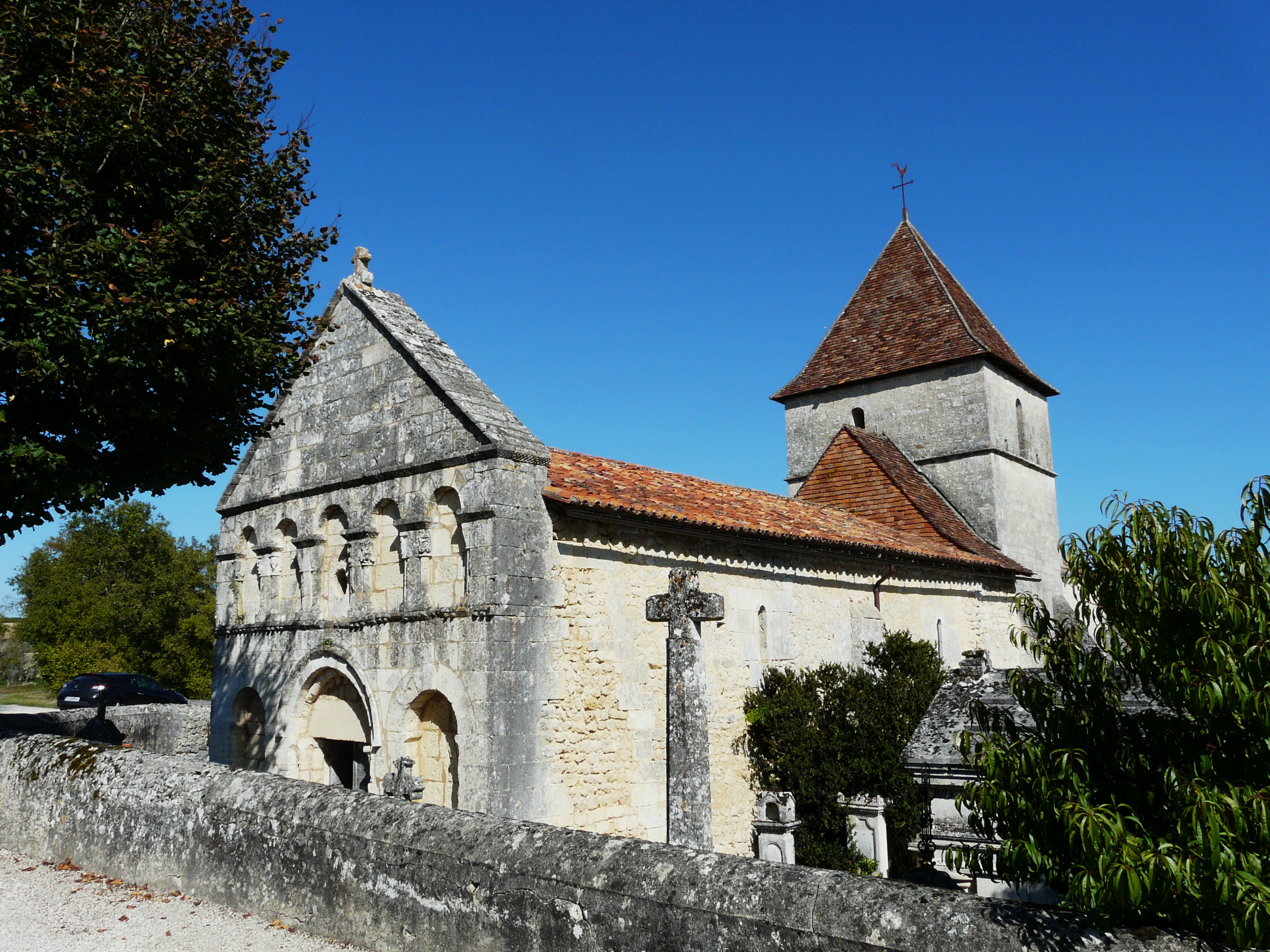
Церковь XII века
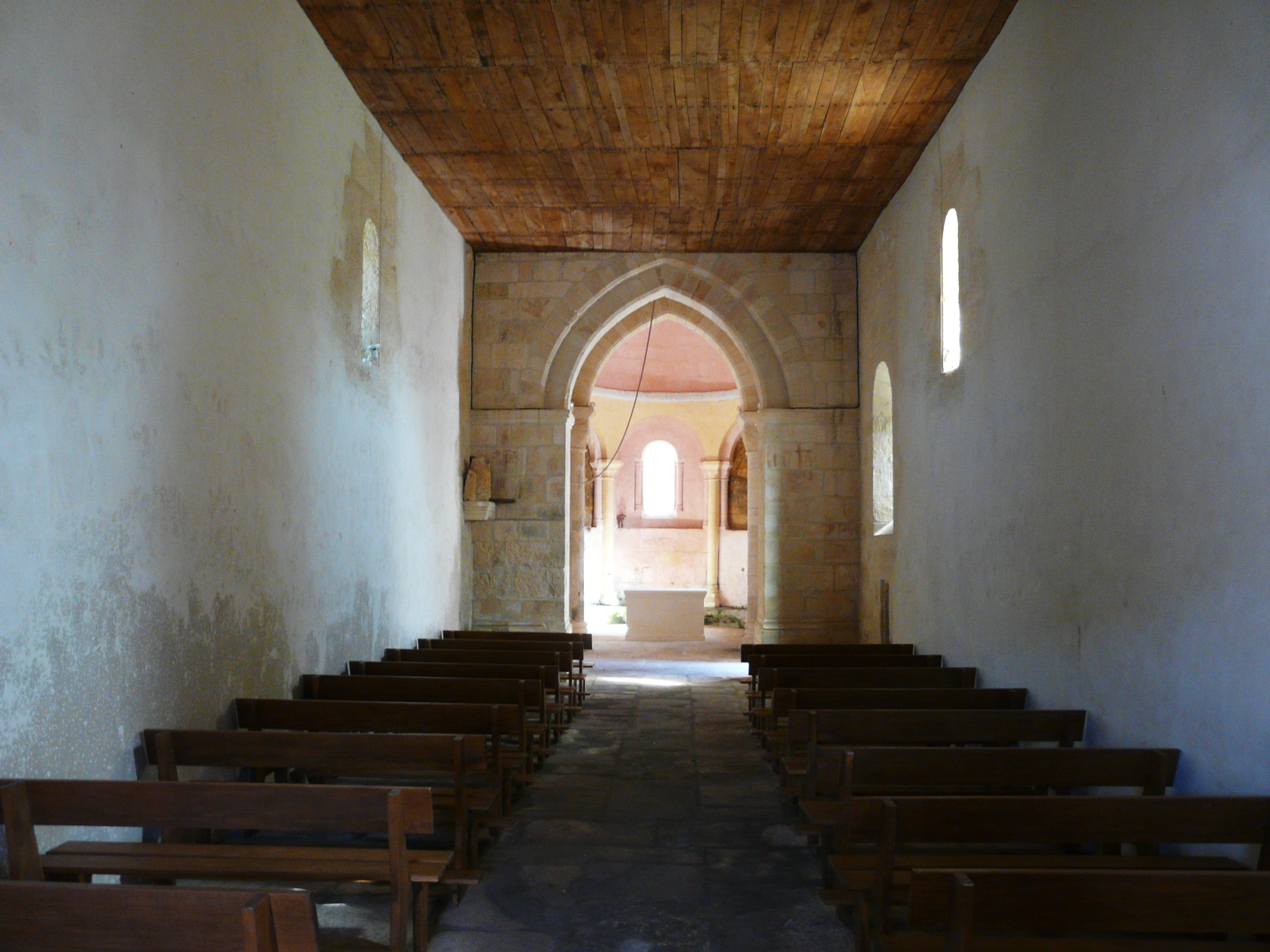
Интерьер церкви XII века
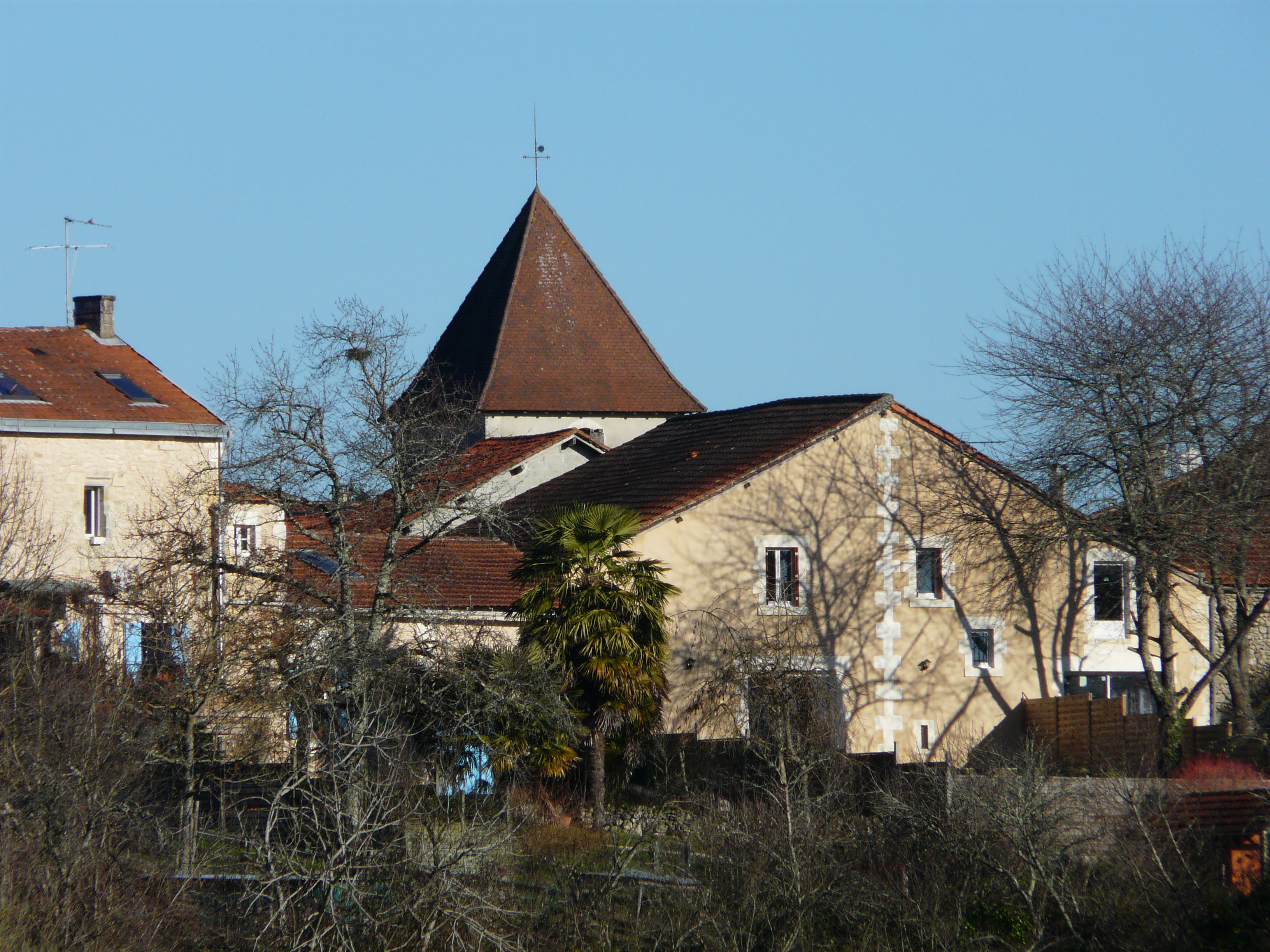
Церковь XVIII века
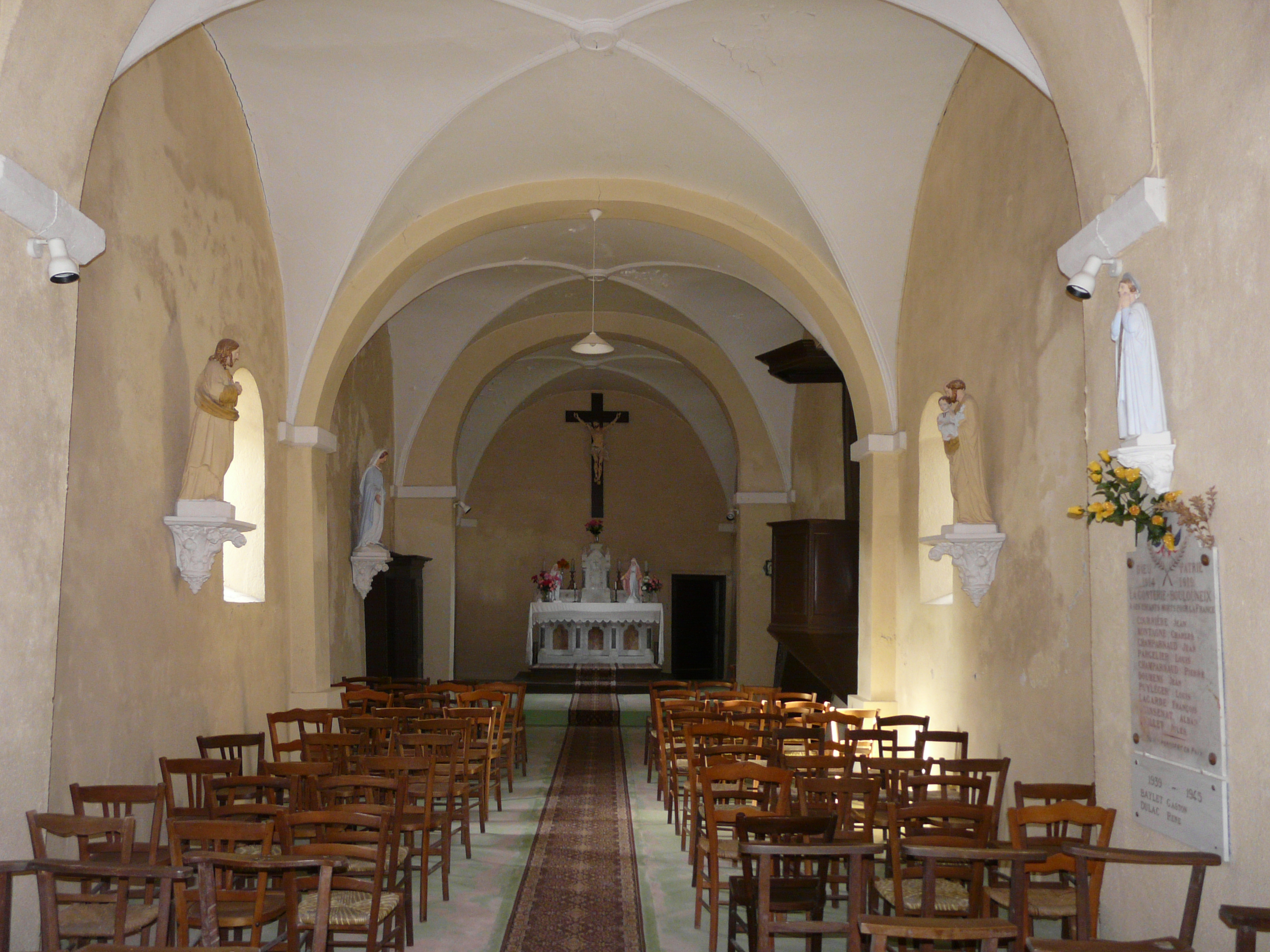
Интерьер церкви XVIII века
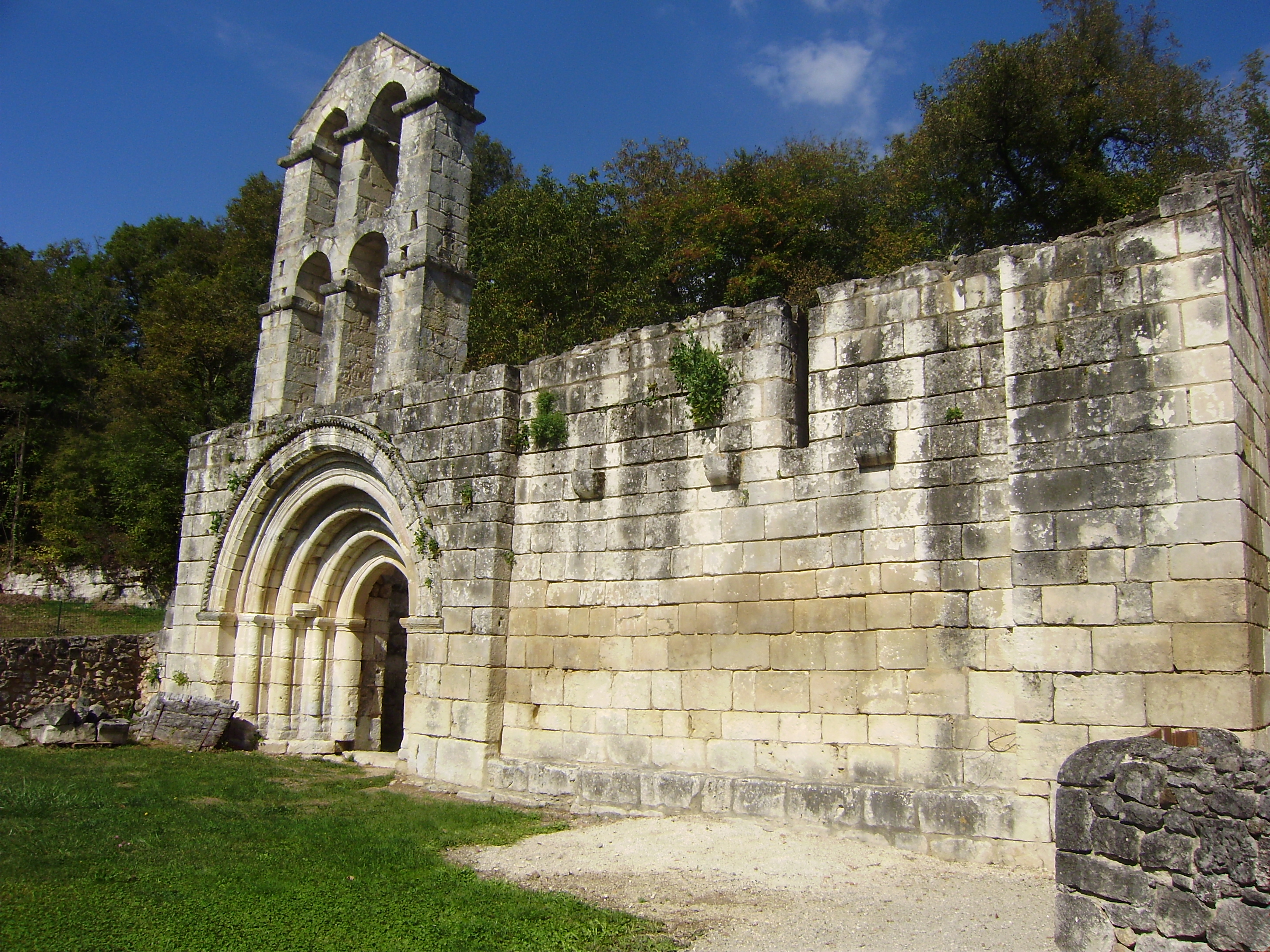
Бенедиктинский монастырь
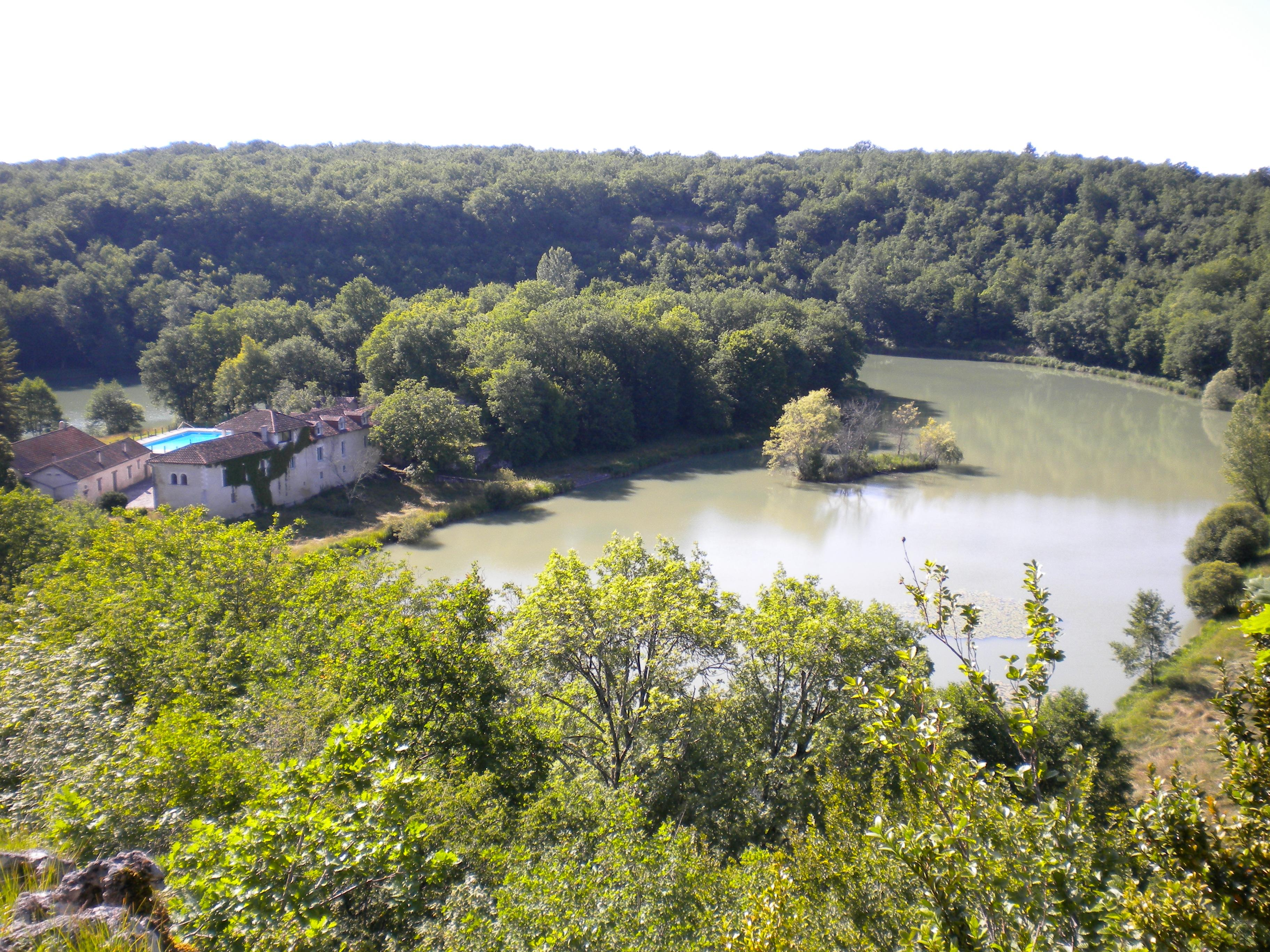
Река Табатри
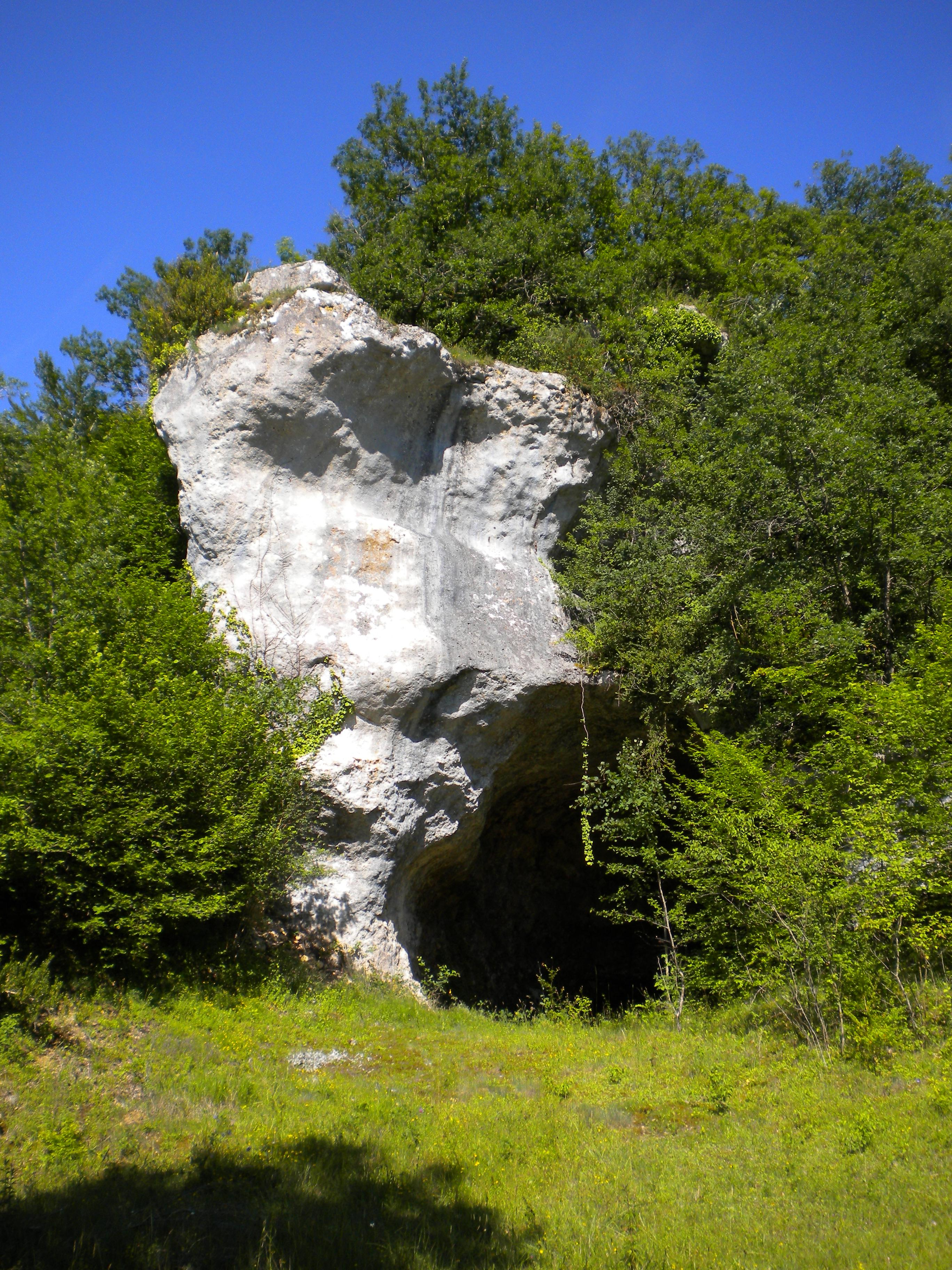
Место археологических раскопок